# Antonio Moliner Prada
Antonio Moliner Prada (1948) è uno storico e scrittore spagnolo, professore presso l'Università autonoma di Barcellona e specializzato nello studio della guerra d'indipendenza spagnola.

## Opere
- Joaquín María López y el Partido Progresista, 1834-1843 (1988)
- Revolución burguesa y movimiento juntero en España (1997)
- La Catalunya resistent a la dominació francesa (1808-1812) (1989)
- Fèlix Sardà i Salvany y el integrismo en la Restauración (2000)
- La guerra del francès a Mallorca (1808-1814) (2000)
- La guerrilla en la Guerra de la Independencia (2004)
- Documents de la història contemporània d'Espanya (2004)
- Catalunya contra Napoleó. La Guerra del Francès (1808-1814) (2007)
- Tarragona (mayo-junio 1811). Una ciudad sitiada durante la Guerra del Francés (2011)

È stato anche editore di La Guerra de la Independencia en España (1808-1814) ,  La expulsión de los moriscos (2009) e La Semana Trágica de Catalunya (2009) fra altre pubblicazioni.